# Comis
Comis ali comisul je bil naslov guvernerja v srednjeveških romunskih kneževinah.
Po opisu v Descrierea Moldovei  avtorja Dimitrija Cantemirja je bil comisul cel mare (veliki comis) ali mai marele grajdurilor (glavni konjušnik) nadzornik vseh državnih konjušnic in njihovih uslužbencev,  konjske opreme in kolarskih delavnic. Bil je eden od najvišjih bojarjev v vladi (divanu), ki je zase pobiral takse od vseh mlinov in vsaka tri leta od vsakega mlina dobil osebno darilo.
Comisul al doilea (namestnik) je bil zadolžen za nadzor vladarjeve konjušnice in pregled njegovega sedla preden je vladar zajahal konja. 
Comisul al treilea (drugi namestnik)  je imel enake zadolžitve kot prvi namestnik.